# Henk Hofstra (Künstler)
Henk J. Hofstra ist ein niederländischer Bildender Künstler (* 1952 in Terwispel). Seine Spezialität sind große, meist begehbare Installationen, die Bezug nehmen auf die Geschichte seines Landes, seiner Stadt oder andere Weltereignisse darstellen. Außerdem malt er großflächige stark farbige Bilder im impressionistischen Stil und ist auch Bildhauer. Er lebt und arbeitet in Drachten.

## Biografie
Henk Hofstra wuchs zunächst als Einzelkind in einer Arbeiterfamilie auf. Seine Berufswünsche waren Pilot oder Schumacher, sein Vorbild war ein Nachbar, Harm Bron. Der hatte mit einem Mopedmotor ein selbst gebautes Kanu ausgerüstet und den kleinen Henk mitfahren lassen. Der Vater sorgte jedoch dafür, dass Henk als 17-Jähriger ein Kunststudium an der Kunstakademie Artibus in Utrecht aufnahm, brach dies allerdings ein Jahr später ab. Doch einer der Lehrer aus dieser Einrichtung, Ralph Prins,  hatte auf die weitere Entwicklung von Hofstra starken Einfluss.
Einige Jahre später absolvierte er die Minerva-Akademie in Groningen und machte Ende der 1970er Jahre seinen Abschluss und zwar als Kunstmaler, Bildhauer und Designer. Das Studium hatte sich Hofstra selbst durch Nebentätigkeiten als Entwerfer verdient. Bei allen Ausbildungsschritten bewahrte er sich einen offenen und unbefangenen Blick auf seine Umgebung. Dinge, an denen andere Menschen unbeachtet vorbeilaufen, erregten Hofstras Interesse. Nach Studienabschluss designte er allerlei Gebrauchsgüter und malte Alltagsbilder in erfrischender Farbigkeit. Mit einem solchen Bild gelang ihm der künstlerische Durchbruch, als der Direktor des Amsterdamer Flughafens Schiphol für ein Bild 10.000 Gulden bezahlte. Daraus entwickelte sich eine große Nachfrage nach Hofstras Bildern und er machte sich selbstständig.
Parallel zur Malerei entwarf er Kunstinstallationen für öffentliche Plätze, die ihn in der Kunstszene weiter bekannt machten.
Henk Hofstra ist verheiratet mit Tsjitske, die zu seinen größten Fans gehört. Sie lobt seine Arbeit: „It is by dy in kwestje fan enerzjy. Dér hast do in hiele protte fan. Mar soms is it ynienen op. Dan bist gewoan eefkes leech.“ (Frei übersetzt: „Es ist eine Frage deiner Energie. Dir folgen viele Fans und du kannst dich daran orientieren.“)
Neben der Arbeit an seinen Kunstobjekten im eigenen Atelier bietet Hofstra Kunst-Einführungskurse, auch Meisterkurse. Auf Einladung hält er außerdem Vorträge.

## Werke (Auswahl)

### Überblick
Hofstras Projekte stellen häufig eine soziale Situation dar, oder sie interpretieren auf seine Weise das Umweltgeschehen. Die auffälligen großflächigen Skulpturen locken Interessenten aus aller Welt zu den Aufstellungsorten. Das Hauptmaterial seiner vereinfachten leicht verständlichen Darstellungen ist Kunststoff, der mit starken Farben betont wird. Seine Projekte finden sich in den Niederlanden und anderen europäischen Ländern, in Russland, in den USA, in Asien oder in Südamerika.
Hier ist eine kleine Auswahl:

### Skulpturen (Auswahl)

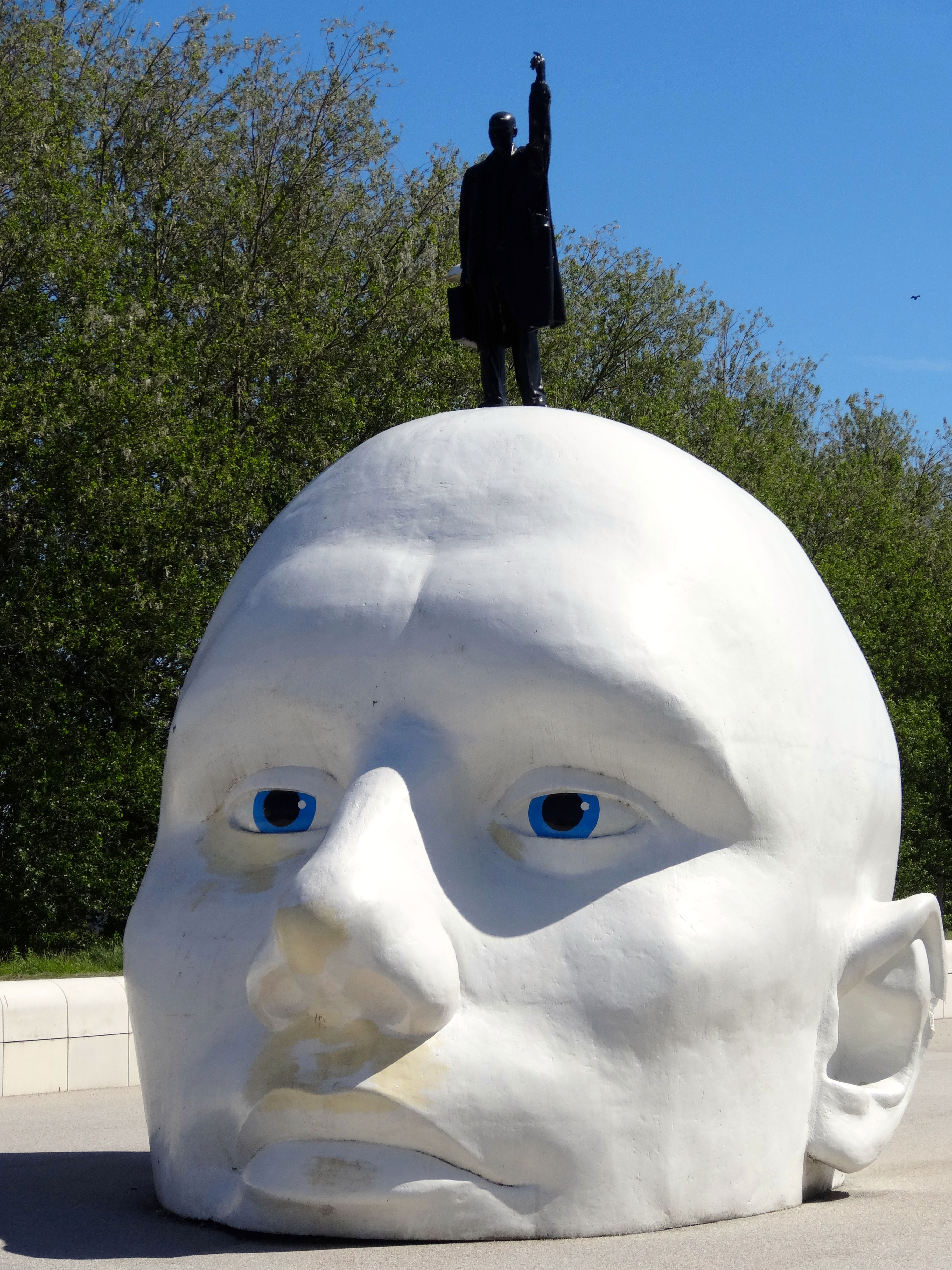
Boven water
(Über Wasser) 2010

- Carcrisis, Standort Rotterdam, viele kleine rote Autos bilden ein Verkehrschaos, mitten zwischen ihnen steht ein gleich großes blaues Fahrzeug
- Kissingeggs (Küssende Eier), in der chinesischen Provinz Wuhan; zeigt großflächig zwei riesige Spiegeleier, die sich miteinander verbinden. Die Besucher/Betrachter können sich auf die Fläche legen.
- Kissing Eggs, Standort Santiago de Chile; glatte Halbkugeln als Eigelb geformt, können von den Besuchern umarmt oder geküsst werden; wurde aus Anlass eines Hausfestivals installiert
- 2007: Drachtstervaart (Wasser ist Leben): eine über die ganze Breite einer realen asphaltierten Straße in Drachten aufgeschweißte blaue Folie zieht sich mehrere hundert Meter schnurgerade hin und symbolisiert damit einen Fluss. Die Straße ist für normale Benutzung (Fußgänger, Radfahrende, Autos) freigegeben. Am Ende des blauen Bandes – The blue road/Water weg water (Die blaue Straße) – versinkt ein gleichfarbiges blaues Auto in der Fläche. Das Projekt war eine Auftragsarbeit der Stadtverwaltung zur Verschönerung. Der Umsetzung des Projekts ging ein Brainstorming im Stadtrat mit zehn niederländischen Künstlern voraus. Dabei kamen auch Ideen wie Einrichtung zahlreicher kleiner Kunstgalerien auf den Tisch. Hofstra gewann den kleinen Wettbewerb mit der Idee, eine komplette Straße knallblau umzugestalten und einzelne Objekte darin hervorzuheben. Nach Fertigstellung der Installationen berichteten viele internationale Hochglanzmagazine über die eher verrückte Idee und machten sich darüber lustig. Aber bald wendeten sich die Meinungen, Kinder kletterten auf den Installationen herum und schließlich brachte die Blaue Straße viele Kunstbesucher in den kleinen Ort.
- 2008: Eccident, Standort Leeuwarden; 18 regelmäßig auf einer Fläche verteilte Spiegeleier mit je rund 30 m Durchmesser bilden die Unterlage für Gras- und Blumensamen. Ende des gleichen Jahres wurden die Eier entfernt.[2]
- Ladybugs, Standort St. Petersburg, mehrere rote schwarz gepunktete Iglu-ähnliche Aufbauten (wie die Rückenpanzer von Marienkäfern) stehen auf einer Wiese vor einem Einkaufszentrum

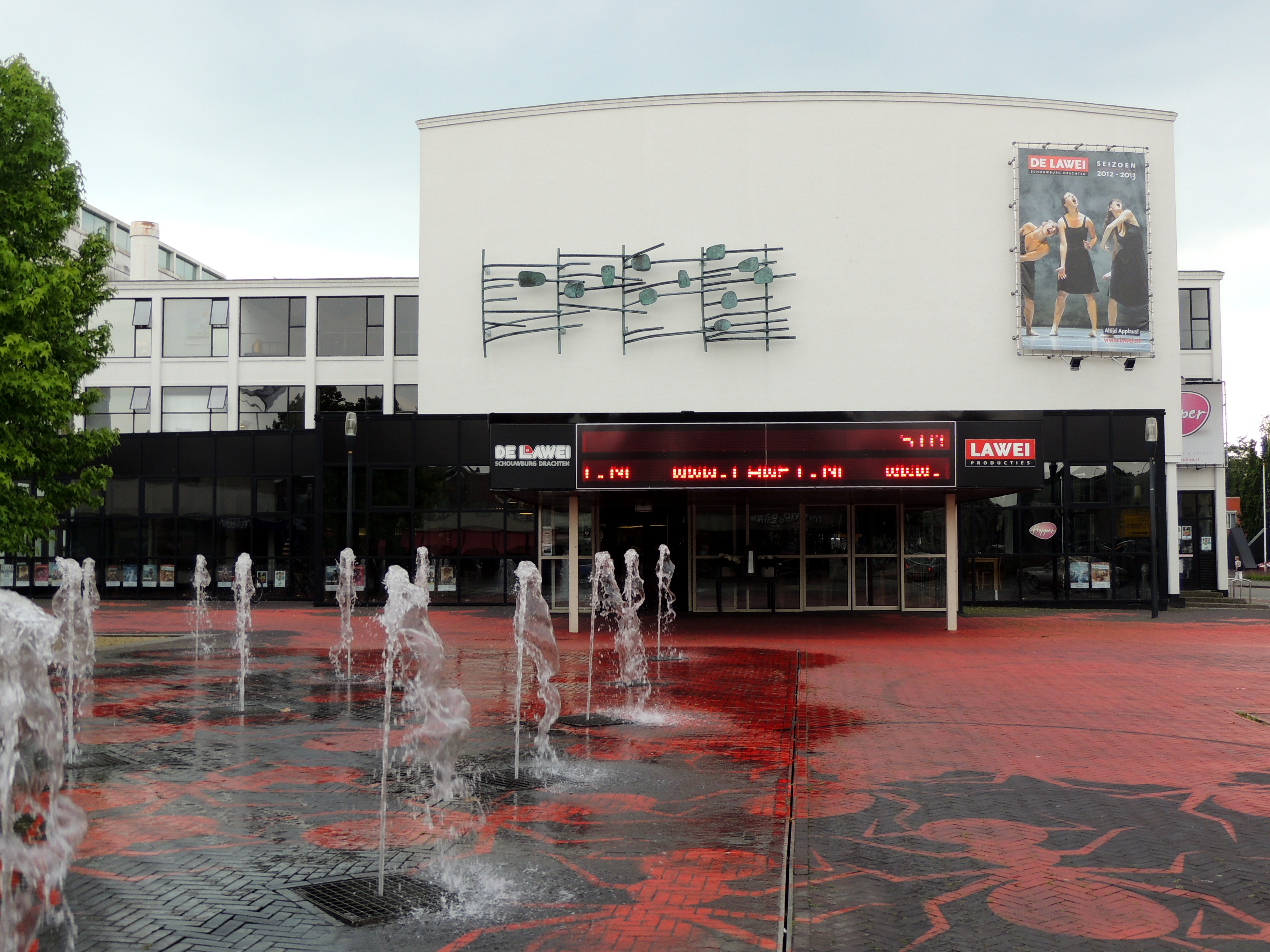
500 Ameisen in Drachten

- 2010: 500 Mieren, auch Miereninvasie genannt (500 Ameisen), Standort Theater De Lawei in Drachten; aus einem großen roten Farbklecks vor dem Theater krabbeln etwa 500 rote Ameisen als zweidimensionale Darstellung auf der Fläche; aus Anlass der 50-Jahr-Feier des Theaters aufgebracht
- 2010: Boven water; symbolisiert den stetigen Kampf gegen Überschwemmungen, Standort Lelystad (Bataviahaven). Ein halb eingetauchter großer haarloser Kopf, dem das Wasser bereits bis fast zu den Lippen steht, schaut mit strahlend blauen Augen um sich. Auf seinem Kopf befindet sich ein Mann in Lebensgröße aus Bronze gegossen, der mit einem Koffer in der Hand auf Menschen wartet, die ihn vor der Flut retten.
- 2012: Kika Cars, Hofstra hat einen New Beetle mit bunten Punkten unterschiedlicher Größe, die sich auch überlappen und mit bunten Strahlen, die von dem VW-Logo auf der Motorhaube ausgehen, bemalt. Außerdem haben viele bekannte und unbekannte Niederländer einen Handabdruck auf der Karosserie hinterlassen. 
KiKa ist ein seit 2002 bestehender Hilfsfonds für krebskranke Kinder; Hofstra hat die Bemalung als Auftragsarbeit für die Fondsbetreiber ausgeführt.
 Anschließend wurde der Käfer versteigert. Ein Privatmann, der als Sponsor für den SC Heerenveen auftritt, erwarb das Fahrzeug. Es wird als Lieferauto für einen Hersteller von Reinigungs- und Hygieneprodukten eingesetzt und wirbt damit stetig für den Kinderhilfsfonds und bleibt in Friesland.[3][4]

### Bilder (Auswahl)
Zahlreiche Bilder Hofstrats befinden sich in Galerien: in der Artacasa in Amsterdam, im Kunstsalon De KunstSalon in Utrecht, im Salon seines Bruders Henk Hofstra in Drachten sowie im Bilderberg Hotel Landgoed Lauswolt in Beetsterzwaag, wo sie zur Haussammlung gehören.
Seine Bilder zeigen alltägliche Situationen, Menschen, Begegnungen, Licht und strahlen Fröhlichkeit aus.
Einige Bilder, ihre Maße und ihre Standorte sind:
- Tjitske in Moskou op het, Moskau; 55 × 100 cm
- Binnenkant
- Café De Magere Brug, (60 × 80 cm)
- Kerkplein (Kirchplatz), (80 × 80 cm)
- Brandon, 8080 cm
- Von Zuylen, Amsterdam, (70 × 70 cm)
- t’smalle (70 × 70 cm)
- Terres Nafplio (80 × 70 cm)
- Markt, Amsterdam, (60 × 90 cm)
- Zomeravond (Sommerabend), (85 × 70 cm)
- vijf rode panden (fünf rote Gebäude), (75 × 75 cm)
- Hemerstraat, Amsterdam, (90 × 55 cm)